# Локхийд (остров)

Локхийд (на английски: Lougheed Island) е 32-рият по големина остров в Канадския арктичен архипелаг. Площта му е 1312 km² и е 41-ви по големина в Канада. Административно островът попада в канадската територия Нунавут. Необитаем е.
Остров Локхийд е най-големият в групата о-ви Финдли (останалите четири са Едмънд-Уокър, Гросвенор, Патерсън и Стапарт), намиращи се в центъра на басейна Принц Густав Адолф в северозападната част на архипелага. Островът отстои на 68 km (през протока Маклейн) на югозапад от островите Елеф Рингнес и Кинг Кристиан, на 51 km (през протока Десбаратс Стрийт) на север от остров Камерън, на 94 km на североизток от п-ов Сабин на остров Мелвил и на 95 km (през протока Хейзен) на изток от остров Макензи Кинг.
Бреговата му линия с дължина 243 km е слабо разчленена. Дължината на острова от север-северозапад на юг-югоизток е 82 km, а ширината 28 km. Релефът е равнинен и нискохълмист. маскимална височина – 116 m в северната част.
Групата о-ви Финдли са открити през април 1853 г. от Джордж Хенри Ричардс и Шерард Осбърн, но двамата предполагат, че са открили един голям остров, който кръщават в чест на английския картограф Д. Г. Финдли. В средата на месец юли 1916 г. канадският полярен изследовател Вилялмур Стефансон и неговите спътници, по време на петгодишното им изследване на Канадския арктичен архипелаг установяват, че показаният на тогавашните карти голям остров Финдли се състои от пет острова, като най-големия назовават Локхийд, а за цялата островна група запазват названието о-ви Финдли. По време на престоя си там изследователите откриват на повърхността на острова залежи на въглища.
През 1994 г. Лари Нюит от Геоложкото проучвателно дружество на Канада и Чарлз Бъртън от Австралийската организация за геоложки проучвания основават на острова, в близост до предполагаемата позиция на Северния магнитен полюс, временна магнитна обсерватория за наблюдение на краткосрочните колебания на магнитното поле на Земята.
|  | Тази страница частично или изцяло представлява превод на страницата „Лохид (остров)“ в Уикипедия на руски. Оригиналният текст, както и този превод, са защитени от Лиценза „Криейтив Комънс – Признание – Споделяне на споделеното“, а за съдържание, създадено преди юни 2009 година – от Лиценза за свободна документация на ГНУ. Прегледайте историята на редакциите на оригиналната страница, както и на преводната страница, за да видите списъка на съавторите. ВАЖНО: Този шаблон се отнася единствено до авторските права върху съдържанието на статията. Добавянето му не отменя изискването да се посочват конкретни източници на твърденията, които да бъдат благонадеждни. |